# Lijst van coaches van het Engels voetbalelftal
Dit is een lijst van bondscoaches van het Engels voetbalelftal.

## Chronologisch
| Land                              | Naam                | Periode   | Prijzen                              |
| --------------------------------- | ------------------- | --------- | ------------------------------------ |
| Vlag van Engeland                 | Engelse voetbalbond | 1872–1946 |                                      |
| Vlag van Engeland                 | Walter Winterbottom | 1946–1962 |                                      |
| Vlag van Engeland                 | Alf Ramsey          | 1963–1974 | WK 1966, EK 1968                     |
| Vlag van Engeland                 | Joe Mercer          | 1974      |                                      |
| Vlag van Engeland                 | Don Revie           | 1974–1977 |                                      |
| Vlag van Engeland                 | Ron Greenwood       | 1977–1982 |                                      |
| Vlag van Engeland                 | Bobby Robson        | 1982–1990 | 1/2 finale WK 1990                   |
| Vlag van Engeland                 | Graham Taylor       | 1990–1993 |                                      |
| Vlag van Engeland                 | Terry Venables      | 1994–1996 | 1/2 finale EK 1996                   |
| Vlag van Engeland                 | Glenn Hoddle        | 1996–1999 |                                      |
| Vlag van Engeland                 | Howard Wilkinson    | 1999–2000 |                                      |
| Vlag van Engeland                 | Kevin Keegan        | 1999–2000 |                                      |
| Vlag van Engeland                 | Peter Taylor        | 2000      |                                      |
| Vlag van Zweden                   | Sven-Göran Eriksson | 2001–2006 |                                      |
| Vlag van Engeland                 | Steve McClaren      | 2006–2007 |                                      |
| Vlag van Italië                   | Fabio Capello       | 2008–2012 |                                      |
| Vlag van Engeland                 | Stuart Pearce       | 2012      |                                      |
| Vlag van Engeland                 | Roy Hodgson         | 2012–2016 |                                      |
| Vlag van Engeland                 | Sam Allardyce       | 2016      |                                      |
| Vlag van Engeland                 | Gareth Southgate    | 2016–2024 | 1/2 finale WK 2018, EK 2020, EK 2024 |
| Vlag van Engeland · Vlag van Iran | Lee Carsley         | 2024      |                                      |
| Vlag van Duitsland                | Thomas Tuchel       | 2025–     |                                      |

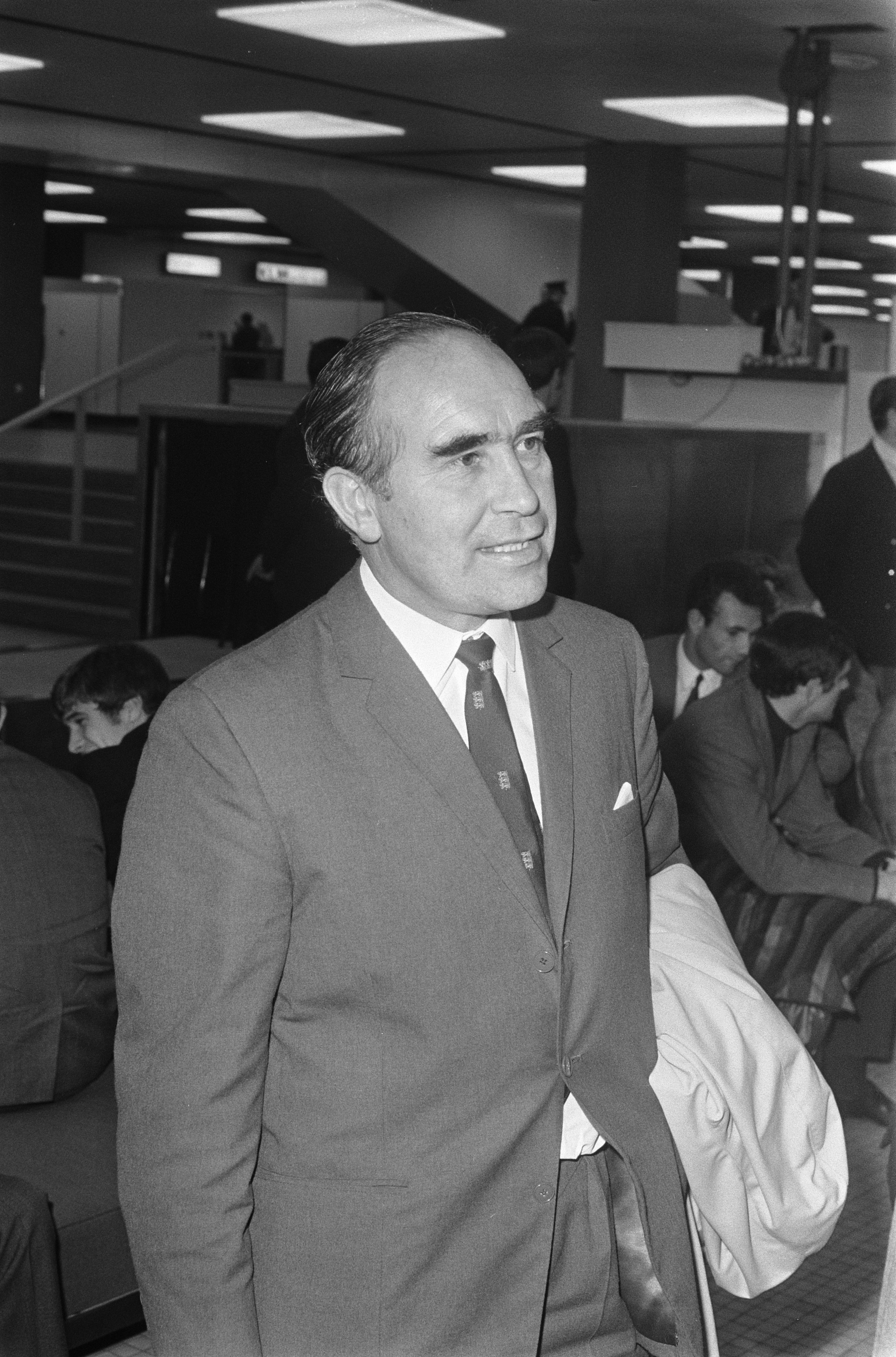
Alf Ramsey (1963–1974)
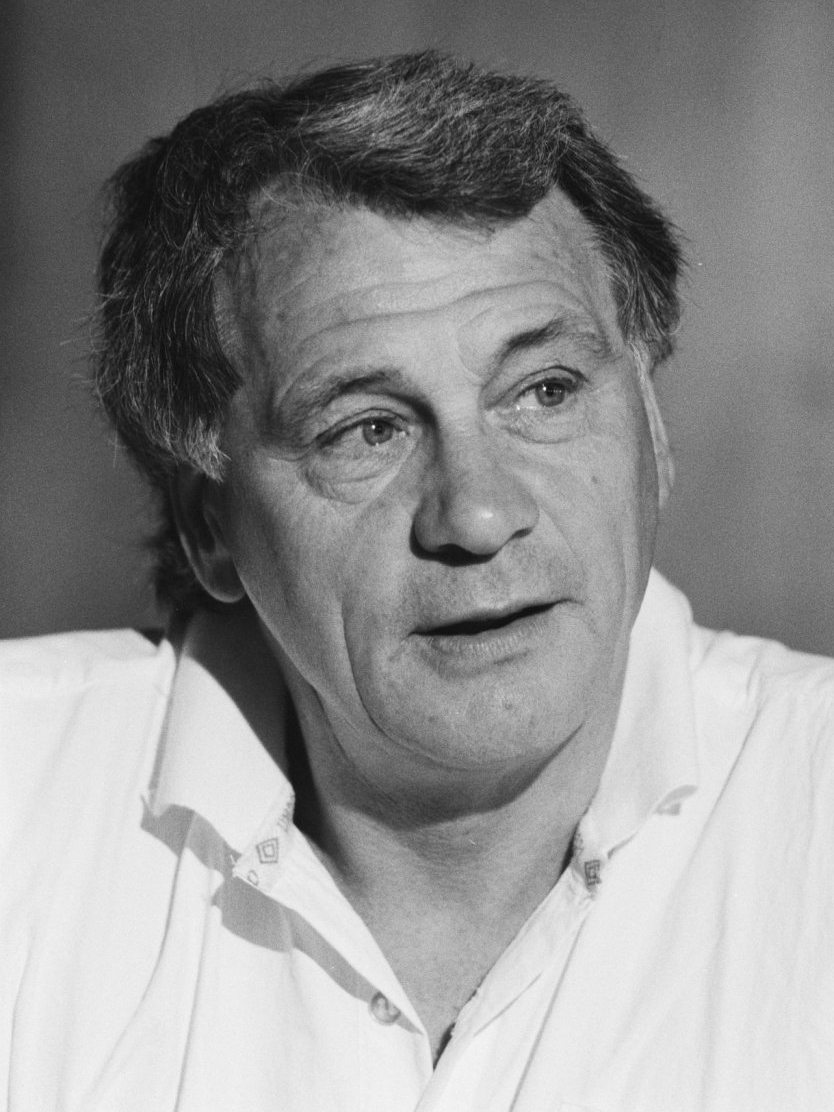
Bobby Robson (1982–1990)
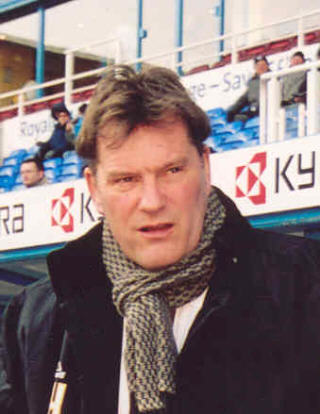
Glenn Hoddle (1996–1999)
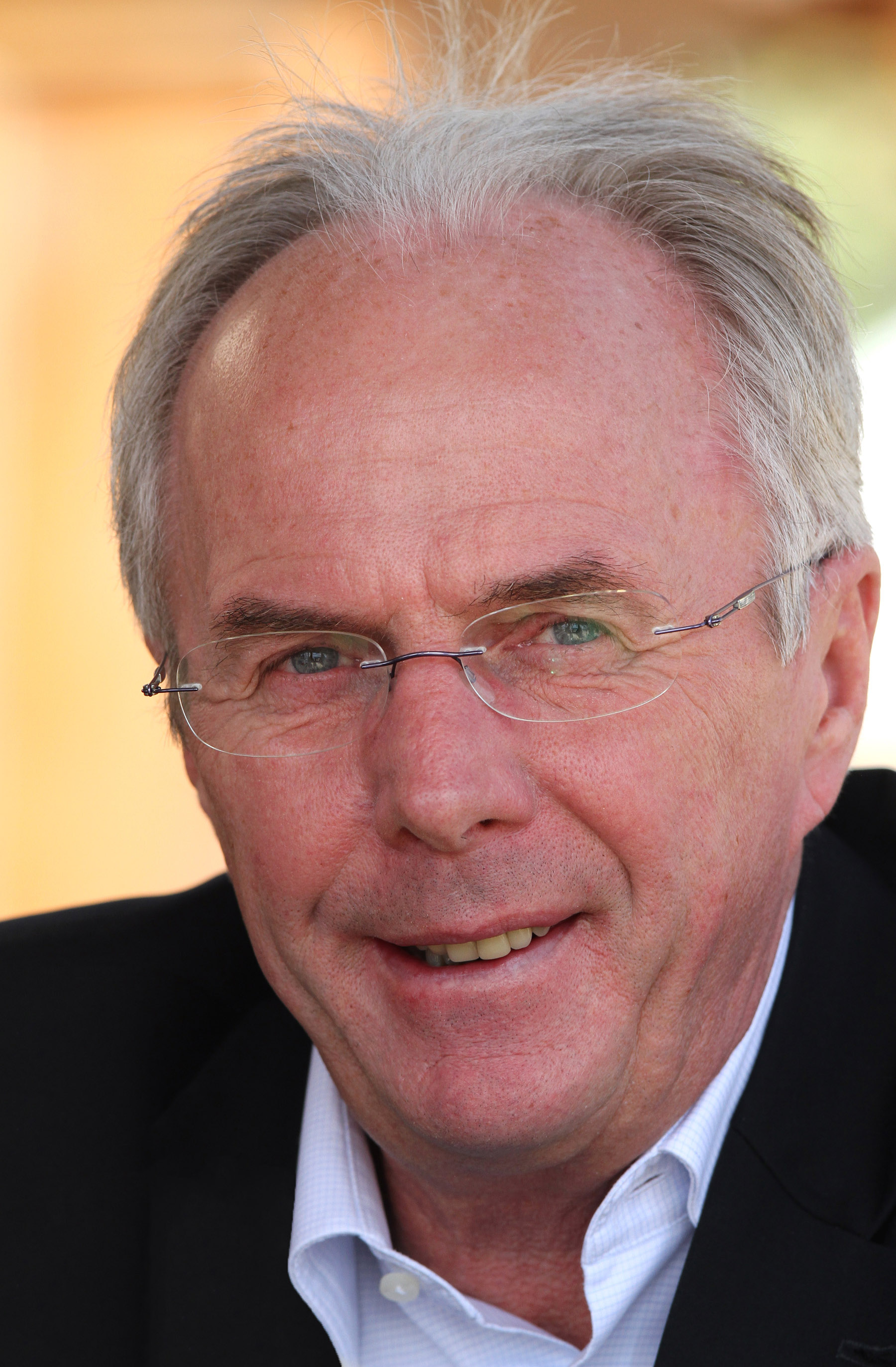
Sven-Göran Eriksson (2001–2006)
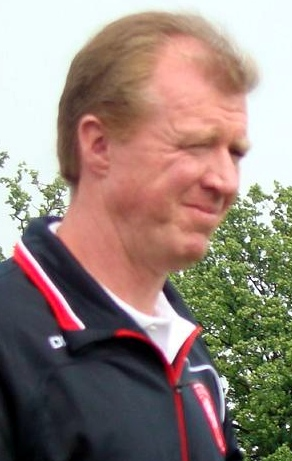
Steve McClaren (2006–2007)
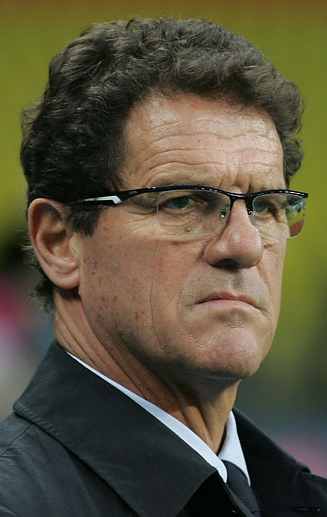
Fabio Capello (2008–2012)
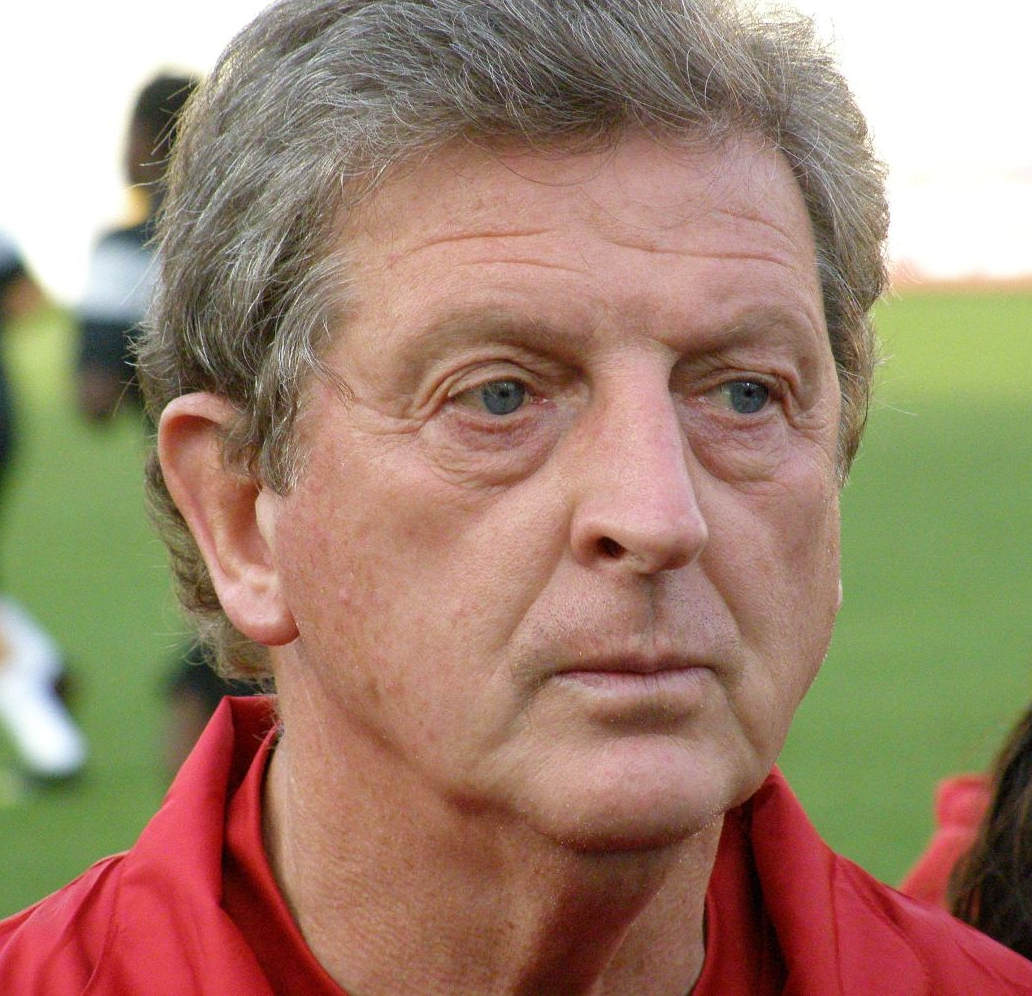
Roy Hodgson (2012–2016)
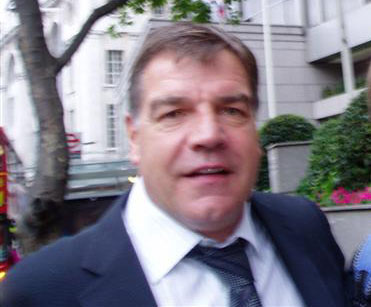
Sam Allardyce (2016)
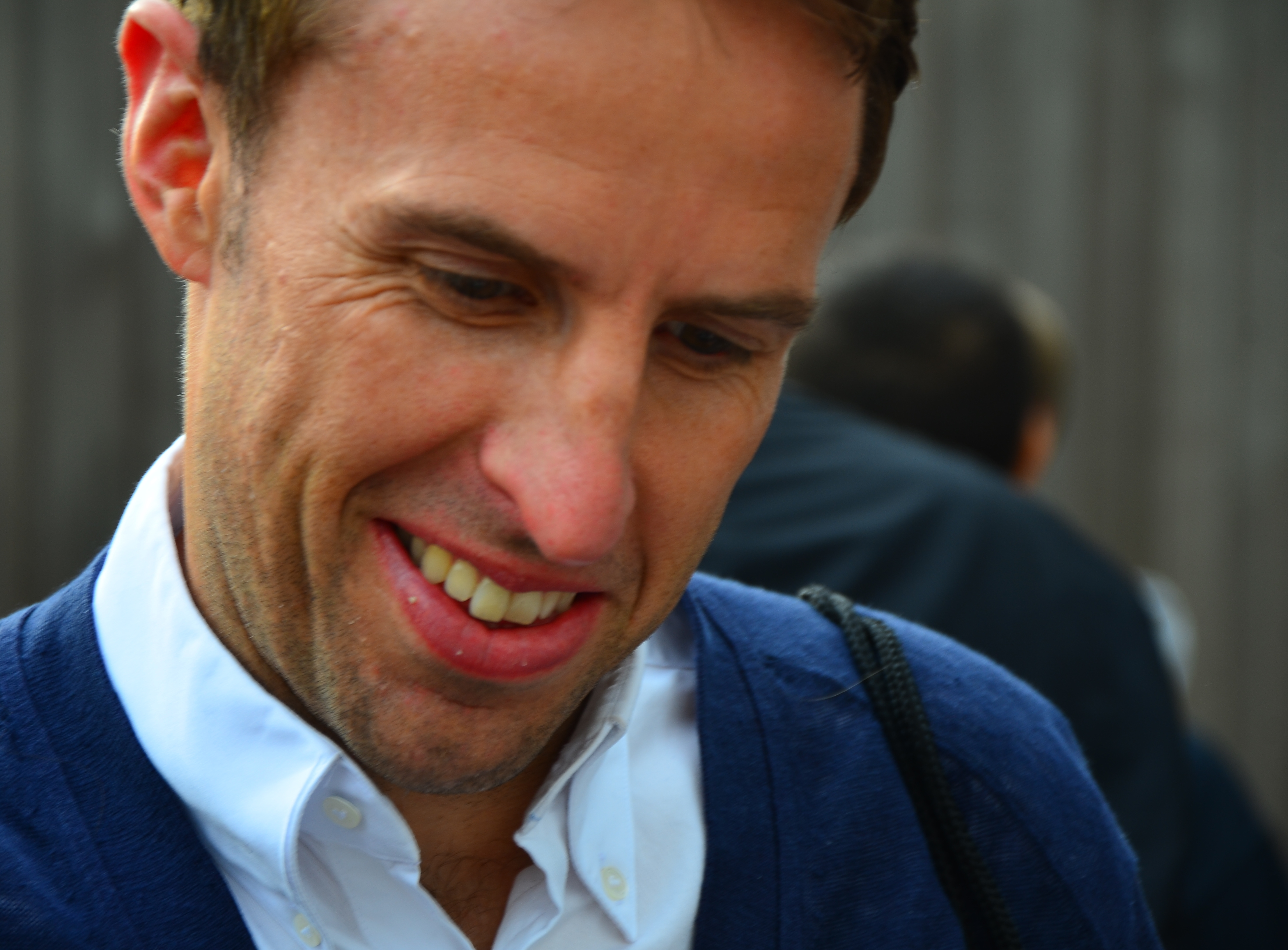
Gareth Southgate (2016–2024)

FA · A-internationals · Selecties · Bondscoaches · Engels vrouwenelftal · Brits olympisch elftal · Engeland -21 · Engeland -20 · Engeland -19 · Engeland -18 · Engeland -17 · Engeland -16 · Vrouwen -17
1872 – 1899 ·
1900 – 1919 ·
1920 – 1929 ·
1930 – 1939 ·
1940 – 1949 ·
1950 – 1959 ·
1960 – 1969 ·
1970 – 1979 ·
1980 – 1989 ·
1990 – 1999 ·
2000 – 2009 ·
2010 – 2019 ·
2020 − 2029
EK's: 1968 ·
1980 ·
1988 ·
1992 ·
1996 ·
2000 ·
2004 ·
2012 · 
2016 · 
2020 · 
2024
WK's: 1950 ·
1954 ·
1958 ·
1962 ·
1966 ·
1970 ·
1982 ·
1986 ·
1990 ·
1998 ·
2002 ·
2006 ·
2010 ·
2014 ·
2018 · 
2022
Albanië ·
Algerije ·
Andorra ·
Argentinië ·
Australië ·
Azerbeidzjan ·
België ·
Bosnië en Herzegovina ·
Brazilië ·
Bulgarije ·
Canada ·
Chili ·
China ·
Colombia ·
Costa Rica ·
Cyprus ·
Denemarken ·
DDR · 
Duitsland ·
Ecuador ·
Egypte ·
Estland ·
Finland ·
Frankrijk ·
Georgië ·
Ghana ·
GOS ·
Griekenland ·
Honduras ·
Hongarije ·
Ierland ·
IJsland · 
Iran ·
Israël ·
Italië ·
Ivoorkust ·
Jamaica ·
Japan ·
Joegoslavië ·
Kameroen ·
Kazachstan ·
Koeweit ·
Kosovo ·
Kroatië ·
Liechtenstein ·
Litouwen ·
Luxemburg ·
Maleisië ·
Malta ·
Marokko ·
Mexico ·
Moldavië ·
Montenegro ·
Nederland ·
Nieuw-Zeeland ·
Nigeria ·
Noord-Ierland ·
Noord-Macedonië ·
Noorwegen ·
Oekraïne ·
Oostenrijk ·
Panama · 
Paraguay ·
Peru · 
Polen ·
Portugal ·
Roemenië ·
Rusland ·
San Marino · 
Saoedi-Arabië ·
Schotland ·
Senegal ·
Servië ·
Servië en Montenegro · 
Slovenië ·
Slowakije ·
Sovjet-Unie ·
Spanje ·
Trinidad en Tobago ·
Tsjechië ·
Tsjecho-Slowakije ·
Tunesië ·
Turkije ·
Uruguay ·
Verenigde Staten ·
Wales ·
Wit-Rusland ·
Zuid-Afrika ·
Zuid-Korea ·
Zweden ·
Zwitserland
Algerije (2010) · 
Argentinië (1986) · 
Argentinië (1998) · 
Argentinië (2002) · 
België (1990) · 
België (2018, 1) · 
België (2018, 2) · 
Brazilië (2002) · 
Colombia (1998) ·
Colombia (2018) ·
Costa Rica (2014) ·
Denemarken (2002) ·
Denemarken (2021) · 
Duitsland (2000) ·
Duitsland (2010) ·
Duitsland (2021) ·
Ecuador (2006) ·
Egypte (1990) ·
Frankrijk (1982) ·
Frankrijk (2012) ·
Frankrijk (2022) ·
Ierland (1990) · 
IJsland (2016) ·
Italië (1990) · 
Italië (2012) · 
Italië (2014) · 
Italië (2021) · 
Kameroen (1990) · 
Koeweit (1982) · 
Kroatië (2018) ·
Kroatië (2021) · 
Marokko (1986) · 
Nederland (1990) · 
Nigeria (2002) · 
Oekraïne (2012) · 
Oekraïne (2021) ·
Panama (2018) · 
Paraguay (1986) · 
Paraguay (2006) · 
Polen (1986) · 
Portugal (1986) · 
Portugal (2000) · 
Portugal (2006) · 
Roemenië (1998) ·
Roemenië (2000) ·
Rusland (2016) ·
Schotland (2021) ·
Senegal (2022) ·
Slovenië (2010) ·
Slowakije (2016) ·
Spanje (1982) ·
Spanje (2024) ·
Trinidad en Tobago (2006) ·
Tsjechië (2021) ·
Tsjecho-Slowakije (1982) ·
Tunesië (1998) ·
Tunesië (2018) ·
Uruguay (2014) ·
Verenigde Staten (2010) ·
Wales (2016) · 
West-Duitsland (1966) ·
West-Duitsland (1982) ·
West-Duitsland (1990) ·
Zweden (2002) ·
Zweden (2006) · 
Zweden (2012)